# Prenggan
Prenggan is een plaats en bestuurslaag (kelurahan) in het onderdistrict (kecamatan) Kotagede  in het regentschap Jogjakarta van de provincie Jogjakarta, Indonesië. Prenggan telt 10.694 inwoners bij de volkstelling in 2010 en 11.355 inwoners in 2019.
In Prenggan ligt het oude centrum van Kotagede waar Pringgan aan de noordzijde ligt.

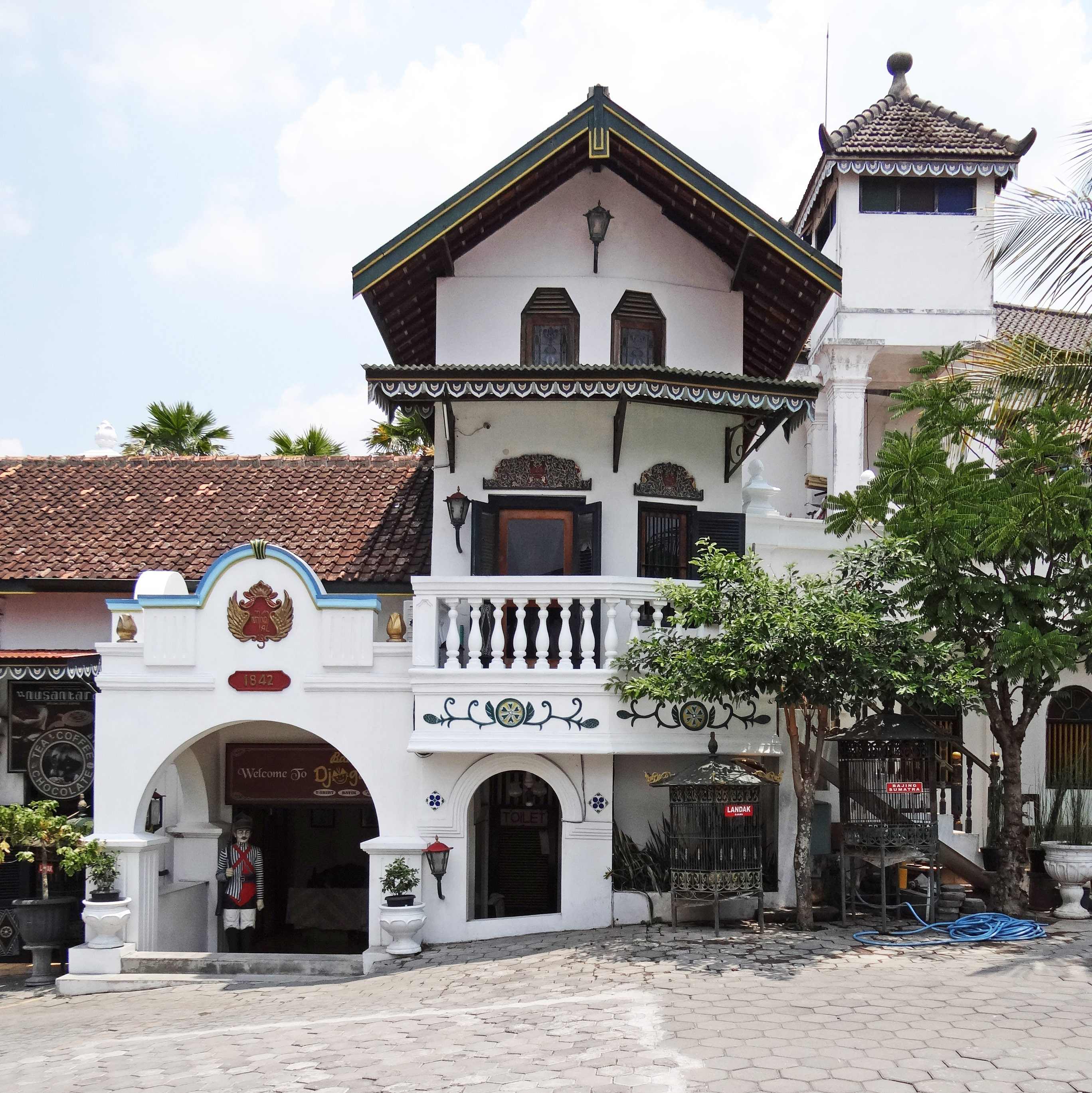
Het (rechter) zijgebouw van Ansor's Silver